# Ротарь, Георгий Леонтьевич
Георгий Леонтьевич Ротарь — молдавский советский хозяйственный, государственный и политический деятель, Герой Социалистического Труда.

## Биография
Родился в 1923 году в селе Голерканы (ныне — в Дубоссарском районе Молдовы). Член КПСС с 1955 года.
С 1948 года — на хозяйственной, общественной и политической работе. В 1948—1982 гг. — рядовой колхозник, звеньевой, бригадир полеводческой бригады, председатель колхоза, заместитель председателя колхоза «Семилетка», заведующий молочнотоварной фермой колхоза «Патрия» Криулянского района Молдавской ССР.
Указом Президиума Верховного Совета СССР от 8 апреля 1971 года присвоено звание Героя Социалистического Труда с вручением ордена Ленина и золотой медали «Серп и Молот».
Умер после 1982 года.